# استورمزی
مایکل ابنز کوادجو اوماری اوو جی‌آر. استورمزی (انگلیسی: Stormzy؛ زادهٔ ۲۶ ژوئیهٔ ۱۹۹۳) موسیقی‌دان اهل انگلستان است. وی از سال ۲۰۱۰ میلادی تاکنون مشغول فعالیت بوده‌است.